# کارا موناکو
کارا موناکو (انگلیسی: Kara Monaco؛ زادهٔ ۲۶ فوریهٔ ۱۹۸۳) یک هنرپیشه اهل ایالات متحده آمریکا است. 